# رنجی ایشیباشی
رنجی ایشیباشی (انگلیسی: Renji Ishibashi؛ زادهٔ ۹ اوت ۱۹۴۱) هنرپیشه اهل ژاپن است. از فیلم‌هایی که وی در آن نقش داشته است، می‌توان به مردمان پرنده در چین، تئاتر وحشت یاکوزا: سر گاو، میوه‌های شوق و ایزو اشاره کرد.